# Rundeng (Johan Pahlawan)
Rundeng is een bestuurslaag in het regentschap Aceh Barat van de provincie Atjeh, Indonesië. Rundeng telt 3177 inwoners (volkstelling 2010).